# كاتالونيا والحرب العالمية الثانية

عندما اندلعت الحرب العالمية الثانية في أوروبا عام 1939، كانت كاتالونيا جزءًا من الدولة الإسبانية بقيادة الكوديلو فرانشيسكو فرانكو الذي أعلن حياد إسبانيا في الصراع. كانت البلاد قد دُمرت جرّاء الحرب الأهلية الإسبانية التي انتهت مؤخرًا بهزيمة الجمهورية الإسبانية الثانية وإنشاء إسبانيا الفرانكوية وكاتالونيا التي كانت منطقة حكم ذاتي في ظل الحكومة الجمهورية (1931-1939) بعدما احتلتها الجبهة القومية.
مع ذلك، وعلى الرغم من أن إسبانيا كانت محايدة رسميًا في الحرب العالمية الثانية، أثر الصراع على إقليم كاتالونيا والكتالان الذين يعيشون في الخارج وكذلك مؤسساتها في المنفى بدرجات مختلفة.

## مقدمة
أصبحت أرض كاتالونيا الصناعية في إسبانيا مستقلة ذاتيًا بعد وقت قصير من إعلان الجمهورية الإسبانية الثانية (14 أبريل 1931) وأنشأت حكومة خاصة بها، وهي الجينراليتات الكتالونية (بالكاتالونية: Generalitat de Catalunya)، تحصلت على نظام الحكم الذاتي في عام 1932. يسيطر حزب اليسار الجمهوري على برلمان وحكومة كاتالونيا بعد أول انتخابات له في نوفمبر 1932. تحت رئاسة اليساري الجمهوري فرانسسك ماسيا (1931-1933) وخليفته لويس كومبنيس (1933-1940) حاولت الجينراليتات تنفيذ برنامج اجتماعي متقدم رغم الصعوبات الداخلية. تميزت هذه الفترة باضطرابات سياسية وتبعات الأزمة الاقتصادية وتداعياتها الاجتماعية.
فيما يتعلق بحركة العمال، كان الاتحاد الوطني للعمل «سي إن تي» (أعظم الاتحادات النقابية الأناركية في كاتالونيا آنذاك) نشطًا طوال تلك الفترة عن طريق تنظيم مظاهرات وإضرابات عامة وبعض التصريحات عن الشيوعية الليبرالية، في حين توحدت الأحزاب الماركسية تدريجيًا مع تشكيل الحزب العمالي للتوحيد الماركسي (بالإسبانية: Partido Obrero de Unificación Marxista, POUM) في سبتمبر 1935، والحزب الاشتراكي الموحد الكاتالوني الموالي للاتحاد السوفييتي (بالكاتالونية: Partit Socialista Unificat de Catalunya, PSUC) في يوليو 1936.
وضعت هزيمة التمرد العسكري أمام الحكومة الجمهورية في برشلونة كاتالونيا بشكل قاطع في الجانب الجمهوري من الحرب الأهلية الإسبانية. أثناء الحرب كانت هناك قوتان متنافستان في كاتالونيا: سلطة الجنراليتات القانونية والسلطة الفعلية للميليشيات الشعبية المسلحة. بلغت المواجهات العنيفة بين أحزاب العمال أوجها (الاتحاد الأيبيري اللاسلطوي والحزب العمالي للتوحيد الماركسي ضد الحزب الاشتراكي الموحد) بهزيمة الحزبين الأولين عام 1937. حل الوضع نفسه تدريجيًا لصالح الجنراليتات، لكن في الوقت عينه فقدت الجنراليتات سلطتها الذاتية جزئيًا داخل إسبانيا الجمهورية. في عام 1938، اقتحمت القوات القومية الأراضي الجمهورية بحملتين وعزلت كاتالونيا عن بقية الجمهورية. أدت هزيمة الجيش الجمهوري في معركة إبرو في عامي 1938 و1939 إلى الهزيمة النهائية للقوات الجمهورية الكاتالونية في عدوان كاتالونيا الذي ألغى الحكم الذاتي الكاتالوني ونقلها إلى كنف إسبانيا.

## المنفى
عقب سقوط برشلونة في 26 يناير 1939، سارت الحكومتان الجمهوريتان الكاتالونية والإسبانية إلى الشمال بُعيد سقوط جيرونة، وعبروا الحدود الفرنسية؛ وفي 5 فبراير، نجح رئيس كاتالونيا لويس كومبنيس بالعبور إلى جانب آلاف اللاجئين الذين حاولوا الفرار من تقدم القوميين. بدأت الجنراليتات الكتالونية حكومة المنفى مواجهةً العديد من المتاعب، من بينها الافتقار إلى الموارد الاقتصادية والنزاعات بين قطاعات القومية الكاتالونية. خسر اليسار الجمهوري في كاتالونيا -الحزب السياسي الأكثر أهمية أثناء الحقبة الجمهورية- العديد من مقاتليه أثناء الحرب والقمع الفرانكواري، وكاد هيكله المؤسسي أن يتبدد بالكامل.
نتيجة هذه المشاكل، لم تتمكن حكومة كومبنيس التي أسسها في باريس من تشكيل حكومة كاتالونية في المنفى. كذلك لم يتمكن البرلمان من الاجتماع، ونتيجة لذلك كانت الرئاسة هي التمثيل الفعال الوحيد للجينراليتات، لذلك قرر كومبنيس إنشاء مجلس كاتالونيا الوطني. كان لابُدّ من وجود هيئة تمثيلية وطنية في المنفى تتألف من خمس شخصيات ثقافية تحت رئاسة بومبيو فابرا.